# Дванадцята ніч, або Що завгодно
«Дванадцята ніч, або Що завгодно» — радянський телефільм (фільм-балет) 1986 року, знятий Борисом Ейфманом за мотивами комедії Вільяма Шекспіра.

## Сюжет
Брат і сестра випадково опиняються на сучасній вуличній виставі балету. Вони так зачаровані сюжетом, що, забувши про те, що знаходяться в уявленні, піднімаються на сцену і опиняються в казковій країні. Брат закохується в Олівію, а сестра — в герцога. Але так як об'єкти любові не допускають до себе людей протилежної статі, вони переодягаються: брат в одяг сестри, а сестра — в брата, і стають на службу Олівії і герцогу. Після веселих пригод обман розкривається і все закінчується весіллям.

## У ролях
- В'ячеслав Мухамедов — герцог Орсіні
- Валентина Морозова — графиня Олівія
- Інна Стаброва — Віола
- Ігор Яковлєв — Себастьян
- Валерій Михайловський — Мальволіо
- Сергій Фокін — сер Тобі
- Ірина Ємельянова — Марія
- Гія Дзнеладзе — епізод

## Знімальна група
- Режисери — Заал Какабадзе, Борис Ейфман
- Сценаристи — Давид Агіашвілі, Борис Ейфман
- Оператор — Павло Шнайдер
- Художник — Іван Аскурава